# الفساد في أذربيجان
الفساد في أذربيجان يُعتبر مرتفعًا ويظهر في جميع مستويات الحكومة. كان الفساد منتشرًا خلال الحقبة السوفيتية واستمر حتى اليوم. اعتبارًا من عام 2024، احتلت أذربيجان باستمرار مراتب متدنية في مؤشر مدركات الفساد الصادر عن منظمة الشفافية الدولية.
يتسم الاقتصاد الأذربيجاني بالفساد وعدم المساواة، حيث ساهمت ثروة البلاد النفطية بشكل كبير في تعزيز استقرار نظام إلهام علييف وإثراء النخب الحاكمة في البلاد. كما أتاحت الثروة النفطية للدولة استضافة فعاليات دولية فاخرة والقيام بحملات ضغط سياسي واسعة النطاق في الخارج.
في فضيحة "مغسلة الأموال الأذربيجانية"، تم دفع 2.9 مليار دولار لسياسيين أجانب ونخب أذربيجانية عبر شركات مرتبطة بحكم إلهام علييف ووزارات حكومية والبنك الدولي الأذربيجاني، وذلك بين عامي 2012 و2014.
الفساد شائع في قطاعات التعليم والرعاية الصحية والأعمال بشكل عام، حيث تنتشر ممارسات الرشوة والمحسوبية والوساطة بشكل واسع. كما تفرض حكومة علييف قيودًا على وصول العامة إلى المعلومات المتعلقة بمالكي الشركات الأذربيجانية ومساهميها.

## المؤشرات والتقارير الدولية حول مكافحة الفساد

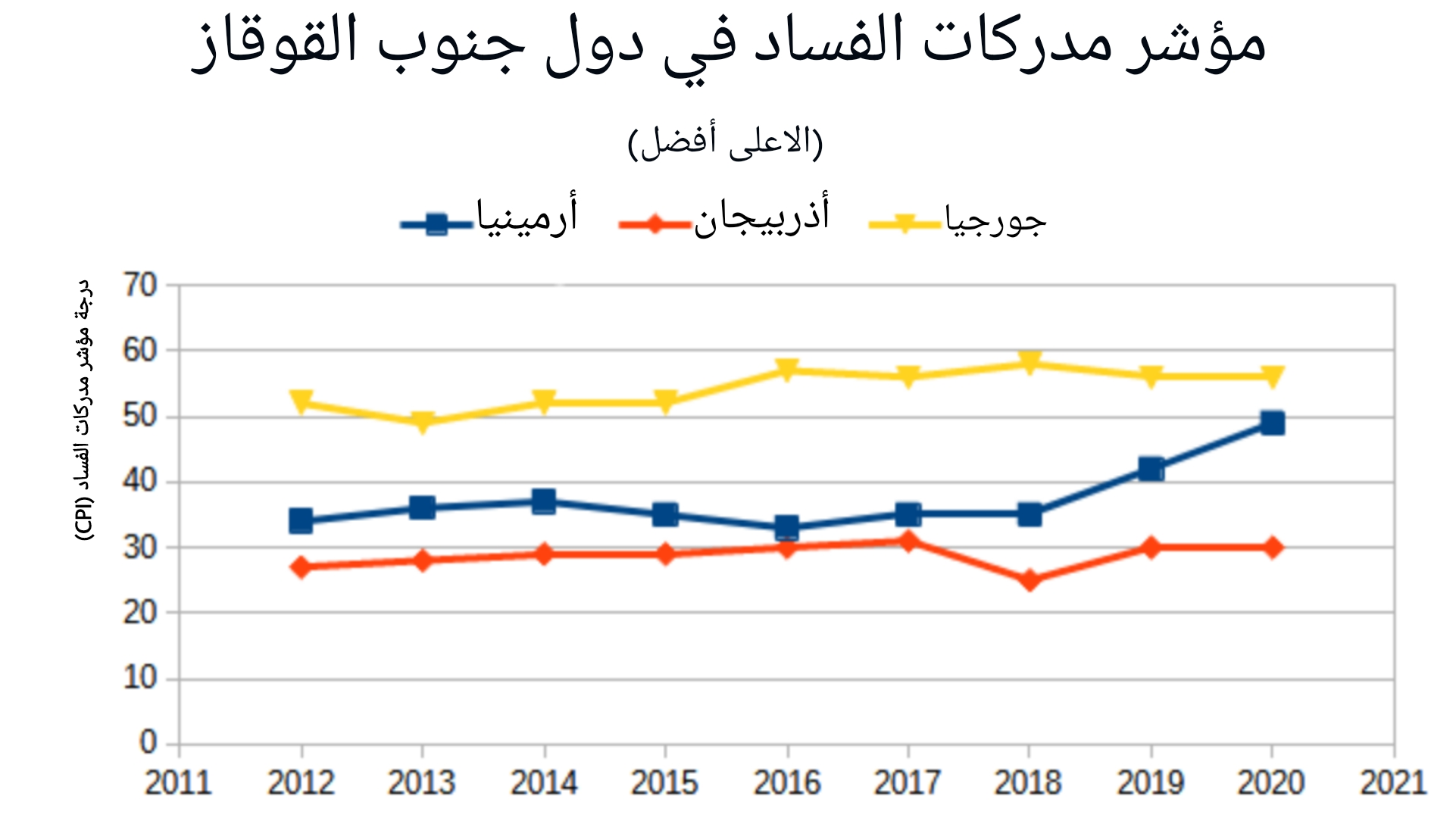
تطور درجات مؤشر مدركات الفساد في دول جنوب القوقاز 2012-2020

في مؤشر مدركات الفساد لعام 2017 الصادر عن منظمة الشفافية الدولية، حققت أذربيجان أفضل مركز لها منذ إدراجها في التقرير عام 2000، حيث سجلت 31 نقطة على مقياس من 0 (الأكثر فسادًا) إلى 100 (الأكثر نزاهة). إلا أن نتائجها انخفضت في السنوات التالية، وسجلت في عام 2023، 23 نقطة فقط.
وفقًا لتقرير صادر عن الشفافية الدولية عام 2015، شهدت أذربيجان تحسنًا في تقارير مكافحة الفساد مقارنة بالسنوات السابقة، لكنها كانت في مرتبة أضعف مقارنة بالدول المجاورة مثل جورجيا وأرمينيا وتركيا. ولا تزال هذه الفجوة قائمة حتى عام 2023، حيث سجلت أذربيجان 23 نقطة، متأخرة عن جورجيا (53)، أرمينيا (47)، روسيا (26) وإيران (24). وكان متوسط درجات دول أوروبا الشرقية وآسيا الوسطى 35، حيث حققت أعلى دولة 53 نقطة وأدناها 18، بينما بلغ المتوسط العالمي 43 نقطة، وأعلى نتيجة 90 وأدناها 11 نقطة.
وفقًا لمؤشرات الحوكمة العالمية الصادرة عن البنك الدولي، تحسن أداء أذربيجان في السيطرة على الفساد، حيث ارتفع من 7 نقاط عام 2000 إلى 20 نقطة عام 2015.
وفي تقرير "مؤشر الفساد العالمي" لعام 2013، رأى 9% من المشاركين في أذربيجان أن الفساد قد زاد بشكل كبير، بينما اعتقد 69% أن جهود الحكومة لمكافحة الفساد كانت فعالة. كما أشار 71% من المشاركين إلى أن للمواطن العادي دورًا في مكافحة الفساد. وشدد التقرير على أهمية تعزيز قيم النزاهة والمساءلة والشفافية، ودعم مشاركة المواطنين في التصدي للفساد عبر برامج توعوية تهدف إلى تغيير الثقافة السائدة حول الفساد.
اعتبر المشاركون في التقرير نفسه أن القطاعات الأكثر فسادًا هي الصحة والقضاء والشرطة، بينما أظهرت مقارنة مع تقرير 2010 تحسنًا في مستويات الثقة بالخدمات المدنية والتعليم والشرطة. وعلى عكس التصورات الدولية، رأى المشاركون أن الأحزاب السياسية من بين القطاعات الأقل فسادًا، إلى جانب الإعلام والهيئات الدينية.
وفقًا لمؤشر النزاهة العالمية لعام 2011، فإن الإطار التشريعي لمكافحة الفساد في أذربيجان قوي (89 من 100)، لكن تنفيذه ضعيف للغاية (38 من 100) مقارنة بالصلاحيات الممنوحة قانونيًا.
وفي تقرير الشفافية الدولية لعام 2014، تم الإشارة إلى تحسن تدريجي في تصنيفات الفساد بأذربيجان، لكن بوتيرة أبطأ مقارنة بالدول المجاورة. وأظهر التقرير تقدمًا في التشريعات المضادة للفساد مع وجود سلطة تنفيذية قوية، في حين كانت السلطتان التشريعية والقضائية تُعتبران ضعيفتين وأكثر عرضة للفساد.

## السياق السياسي والخلفية الزمنية لقضايا الفساد
بعد حل الاتحاد السوفيتي في أواخر عام 1991، كانت فترة الانتقال في أذربيجان معقدة وطويلة بسبب عدم قدرة النخبة السياسية الوطنية على ضمان وجود المؤسسات العامة الأساسية خلال الفترة 1991–1993. بالإضافة إلى ذلك، خلال تلك السنوات، اضطرت أذربيجان إلى الانخراط في صراعات عسكرية مع أرمينيا حول مرتفعات قره باغ. في عام 1993، نتيجة لغزو أرمينيا، خسرت أذربيجان 20% من أراضيها. وفي نفس العام، تبنى مجلس الأمن التابع للأمم المتحدة أربع قرارات (822، 853، 874، و884) التي أدانت استخدام القوة ضد أذربيجان واحتلال أراضيها. وطالب مجلس الأمن الأمم المتحدة أرمينيا بالانسحاب الفوري والكامل وغير المشروط للقوات المحتلة.
ونتيجة للحرب مع أرمينيا، كان تدفق أكثر من مليون لاجئ ونازح داخلي له تأثير مدمر على الوضعين الاجتماعي والاقتصادي في أذربيجان. وقد حوّل هذا الحدث المأساوي أولويات البلاد من بناء المؤسسات العامة إلى استيعاب النازحين داخليًا (IDPs) وتوفير الظروف المعيشية الضرورية لهم. علاوة على ذلك، تسبب انهيار الاتحاد السوفيتي في شلل اقتصادي في أذربيجان. لذلك، كانت الأولويات الرئيسية للحكومة الأذربيجانية هي تحويل جميع مواردها المالية والسياسية إلى حماية النازحين داخليًا ومحاربة الغزو الأرميني في الساحة القانونية الدولية.

## التنظيمات المؤسسية وآليات التنسيق

### اللجنة لمكافحة الفساد
أُنشئت لجنة مكافحة الفساد وفقًا للمادة 4.2 من قانون جمهورية أذربيجان بشأن مكافحة الفساد وتعمل كهيئة متخصصة في مكافحة الفساد منذ عام 2005. وكان الأمناء التنفيذيون للجنة مكافحة الفساد هم إينام كريموف وفوزال حسينوف وكمال جعفروف.

### المديرية العامة لمكافحة الفساد
أُنشئت المديرية العامة لمكافحة الفساد (الرشوة) مع المدعي العام لجمهورية أذربيجان بموجب مرسوم رئيس جمهورية أذربيجان رقم 114 بتاريخ 3 مارس 2004. المديرية العامة هي هيئة متخصصة في مجال التحقيق الأولي في الجرائم المتعلقة بالفساد، وهي تابعة للمدعي العام لجمهورية أذربيجان.

### خدمة آسان
لإزالة الفساد في تقديم الخدمات العامة، تم إنشاء مؤسسة وقائية جديدة، وهي شبكة التقييم الخدمية الأذربيجانية (آسان) (آسان تعني "سهل" باللغة الأذربيجانية) بموجب مرسوم رئاسي في عام 2012. حاليًا، توفر هذه المؤسسة 34 خدمة لـ 10 هيئات حكومية. وكانت هذه أول نموذج تقديم خدمة "شباك واحد" في العالم الذي يقدم خدمات مختلف الهيئات الحكومية بدلاً من تقديم خدمات هيئة حكومية واحدة فقط.
لا يوجد أي تضارب في المصالح بين موظفي خدمة آسان والمواطنين الأذربيجانيين، حيث لا يقدم موظفو خدمة آسان أي نوع من الخدمات بأنفسهم. تُقدم جميع الخدمات من قبل موظفي الهيئات الحكومية العشر تحت سقف واحد، استنادًا إلى معايير خدمة آسان. يقوم موظفو خدمة آسان بمراقبة عمل الهيئات الحكومية، والتحقق من الالتزام بقواعد الأخلاقيات وإدارة نظام الطوابير.
أشاد تقرير المراقبة الصادر عن منظمة التعاون الاقتصادي والتنمية بأذربيجان لتقدم شبكة التقييم الخدمية الأذربيجانية (آسان) التي ساهمت في القضاء على الظروف التي تساهم في الفساد عند تقديم مختلف الخدمات الإدارية للجمهور. وأقرّ تقرير الدائرة الأوروبية للشؤون الخارجية 2016 أن خدمات آسان كانت مساعدة كبيرة في القضاء على الفساد والرشوة، وكذلك في إزالة البيروقراطية في تقديم الخدمات العامة.
وخُطط لإنشاء مؤسسة مشابهة في أفغانستان أيضًا. تم توقيع مذكرة تفاهم بين وكالة الخدمة العامة والابتكارات الاجتماعية تحت رئاسة جمهورية أذربيجان ووزارة المالية في جمهورية أفغانستان في 12 يوليو 2016. الهدف من المذكرة هو إنشاء آلية تقديم خدمة عامة في أفغانستان استنادًا إلى النموذج الأذربيجاني خدمة آسان.

### أكاديمية مكافحة الفساد
أكاديمية مكافحة الفساد في أذربيجان (بالأذربيجانية: Azərbaycan Anti-Korrupsiya Akademiyası) هي منظمة غير حكومية تأسست في عام 2016 بهدف زيادة الوعي العام بشأن مكافحة الفساد وتعزيز دور التعليم في الوقاية من الفساد في أذربيجان. تقدم الأكاديمية محاضرات عامة، منتديات، برامج تدريب قصيرة وطويلة المدى، وبرامج مخصصة لمجموعات محددة مثل موظفي القطاع العام، الطلاب، والقطاع الخاص.
تتعاون الأكاديمية مع فرع أذربيجان للمنظمة غير الحكومية الشفافية الدولية، ومنصة حوار الشراكة الحكومية المفتوحة، وشبكة من المنظمات غير الحكومية المتخصصة في مكافحة الفساد، ولجنة مكافحة الفساد، وخدمة آسان، وغيرها.
تتعاون الأكاديمية مع مدربين معتمدين من مجلس أوروبا الذين أكملوا دورات تدريب المدربين ضمن مشروع مشترك بين مجلس أوروبا والاتحاد الأوروبي حول تعزيز القدرات لمكافحة ومنع الفساد في أذربيجان لتقديم تدريب لموظفي القطاع العام حول الأخلاقيات وتقنيات مكافحة الفساد.
وتعمل الأكاديمية أيضًا كمركز تميز للبحث في مكافحة الفساد ولإعداد مقترحات لمكافحة الفساد. طورت الأكاديمية تقرير مؤشر الفساد الوطني لأول مرة في أذربيجان، استنادًا إلى منهجية مؤشر الفساد العالمي لمنظمة الشفافية الدولية.

### النشاط
نُظم العرض والمحاضرة الأولى من أكاديمية مكافحة الفساد في أذربيجان في 14 مايو 2016. قُدمت الظروف التي كانت مواتية لإنشاء الأكاديمية، وأهداف وهيكل الأكاديمية، بالإضافة إلى فوائد المشاركة في فعاليات الأكاديمية، والخطط المستقبلية وغيرها من المعلومات في بداية الحدث. استمر العرض بمناقشة تفاعلية حول الفساد، والأسباب الرئيسية للفساد، وأنواعه، وطرق فعالة لمكافحة الفساد وقياس الفساد.
نُظم التدريب التالي لأكاديمية مكافحة الفساد في 28 مايو 2016.
نُظم حدث عرض أكاديمية مكافحة الفساد في المدرسة الوطنية للإدارة في فرنسا في 24 يوليو 2016. حضر الحدث 25 مشاركًا من مسؤولي الحكومة والمجتمع المدني من فرنسا، مصر، الجزائر، المغرب، أوكرانيا، البرازيل، بوركينا فاسو، جيبوتي، تشاد، بنين، النيجر ومدغشقر.
نُشر أول عدد من نشرة أكاديمية مكافحة الفساد الفصلية في سبتمبر 2016.
ونُظمت سلسلة من التدريبات حول الأخلاقيات وتقنيات مكافحة الفساد لأعضاء الخدمة المدنية بدعم من لجنة مكافحة الفساد ومركز التدريب والتعليم لخدمة آسان في مقاطعات ماساللي، بردعة، قابالا، قوبا وصابر آباد في يناير 2018. حضر هذه التدريبات أكثر من 120 موظفًا حكوميًا.
عُقد تدريب آخر لموظفي الخدمة المدنية حول الأخلاقيات وتقنيات مكافحة الفساد في 16 فبراير 2018، بمشاركة نائب مدير شؤون الطلاب في جامعة ADA، ورئيس قطاع الخبرة القانونية في خدمة آسان.
عُقد تدريب آخر من قبل الأكاديمية حول مكافحة الفساد والسلوك الأخلاقي في أكاديمية الإدارة العامة لطلاب الماجستير في 23 فبراير 2017.